# Wally West
Pour les articles homonymes, voir West.
Wally West est un super-héros appartenant à l'univers de DC Comics. Il apparait pour la première fois sous le costume de Kid Flash dans The Flash #110 en décembre 1959. Il est le troisième à incarner Flash, à partir de Crisis on Infinite Earths #12 en mars 1986.

## Biographie fictive

### Kid Flash
Wallace « Wally » West est le neveu (comics) d'Iris West et de Barry Allen. Quand Wally visite le laboratoire de police dans lequel Barry Allen travaille, le tragique accident qui avait transformé Barry Allen se produit à nouveau. Wally se retrouve immergé dans des produits chimiques électriquement surchargés. Possédant les mêmes pouvoirs que Flash, West devient le jeune héros Kid Flash.
Il change l'aspect de son costume, d'abord similaire à celui de Barry Allen, pour lui donner des teintes jaunes et rouges. Il devient un membre fondateur des Teen Titans, avec Robin et Aqualad. Wally étant un garçon issu de la campagne, il ne se sent pas toujours à sa place entre des héros tels que Speedy et Donna Troy. Son ennemi principal et de longue date est Gorilla Grodd.

### Post-Crisis
Alors qu'il est un jeune adulte, Wally se rend compte que ses pouvoirs s'amenuisent et son corps en souffre. Il est obligé d'arrêter un moment sa lutte contre le crime, le temps de trouver un remède. Il est cependant appelé d'urgence pendant les évènements de Crisis on Infinite Earths, durant lesquels son oncle Barry Allen est tué. Les énergies auxquelles il est exposé durant cette aventure permettent de stabiliser ses pouvoirs. Toutefois, il n'hérite pas de la rapidité de Barry, et se retrouve limité à la vitesse du son. Il doit également manger de grandes quantités de nourriture afin de maintenir son métabolisme.
En dépit de ces quelques problèmes, West reprend sa carrière. Quittant le costume de Kid Flash, il endosse celui de Flash, afin de perpétuer la mémoire de son oncle. Toutefois, il révèle au public sa véritable identité afin que tout le monde sache que Barry Allen a cédé sa place.
Plus tard, Wally West gagne au loto. Il s'achète un véritable manoir et joue les playboys. Il rejoint la Justice League Europe avant de faire partie de la Ligue de justice d'Amérique. Malheureusement, sa fortune dégringole et son rythme de vie chute, jusqu'à Flash (2e série) #62, où il s'affirme de façon plus mature.

### La Speed Force
Avec les années, Wally West apprend de nombreuses choses sur ses pouvoirs. Il découvre ainsi que Barry Allen, après avoir acquis ses pouvoirs, n'était plus un véritable humain, mais un être fait d'énergie dont il n'a en réalité hérité que d'une fraction. Par la suite, West découvre qu'en réalité Allen était un passage vers la Speed Force (parfois traduit « Force Véloce »), une force extra-dimensionnelle touchant les bolides.

### Prise de conscience de son potentiel
C'est en ayant affaire à un dangereux ennemi, Eobard Thawne, que Wally West est obligé de pousser ses pouvoirs à leur paroxysme. Dans une furie dévastatrice, Thawne s'attaqua à Central City, et arrive même à briser une jambe à Jay Garrick.
À la suite de ce combat, West gagne en vitesse. Après avoir été absorbé par la Speed Force, il revient sur Terre avec des pouvoirs en plus. Il acquiert encore plus de pouvoirs après sa rencontre avec son double maléfique, Walter West (le Dark Flash), à travers un voyage spatio-temporel.
Toutefois, certains pouvoirs qu'avaient son oncle restent encore un mystère pour Wally, notamment le voyage dans le temps. Allen faisait cela avec une facilité déconcertante. Si West n'est jamais arrivé à dupliquer son corps, c'est parce qu'il n'est jamais arrivé au même niveau de contrôle moléculaire qu'avait Barry Allen.
Tout comme Barry, Wally se lie d'amitié avec Hal Jordan. Quand ce dernier devient Parallax, Kyle Rayner prend la place de Green Lantern. West accueille très froidement Rayner, et est même assez dur avec lui. Toutefois, le temps aidant, ils s'acceptent et deviennent même de très bons amis.

### Mariage
Wally West épouse la journaliste Linda Park. Après avoir été attaquée par Zoom, le nouveau Reverse-Flash, elle faillit perdre les jumeaux qu'elle attendait. Wally regrette alors amèrement sa décision d'avoir rendu son identité publique. Spectre (Hal Jordan) efface de la mémoire des gens le souvenir de l'identité de Flash. Il efface même ce souvenir de l'esprit de Wally ! Ce dernier travaille alors comme garagiste pour la police de Keystone City. C'est grâce à Batman que Wally recouvre la mémoire. Linda a du mal à gérer ces problèmes, craignant pour sa vie et celle de ses enfants, mais après avoir pris de la distance avec Wally, elle revient vers lui.

### Infinite Crisis
Dans Infinite Crisis #4, Wally, Jay, et Bart allient leur force afin de maîtriser Superboy-Prime, qui était en train de détruire Smallville. Pendant la bataille, Wally semble se transformer en énergie et disparait. Toutefois, il a pu « apparaître » devant Linda, et l’emmène avec lui.
Apparemment, Linda, Wally et leur jumeaux sont toujours en vie dans une dimension inconnue, dont seul Bart Allen est capable de revenir. Bart indique d'ailleurs que Wally s'accorde un peu de repos avec Linda et les jumeaux. Pour l'instant personne ne sait s'il peut (ou s'il veut) revenir sur Terre.
Dernièrement[Quand ?], Wally West et sa famille sont revenus dans l'univers DC. Il a repris l'identité de Flash à la suite de la mort de Bart Allen.

### DC Renaissance
Après les évènements de Flashpoint, il est dévoilé dans DC Universe: Rebirth (mai 2016) que Wally est resté coincé dans la Speed Force pendant plusieurs années où il a pu découvrir que les modifications apportées à la continuité ne sont pas dues aux actions de Barry mais à celles d'un être bien plus puissant ayant pour objectif de construire un monde sans espoir dans lequel il a retiré dix ans d'existence à chaque personne dans l'univers, expliquant ainsi le rajeunissement des personnages de l'univers DC. Durant tout le numéro, Wally va tenter de retrouver les personnes qu'il a rencontrées au cours de sa vie afin de leur faire prendre conscience de la situation, mais personne ne se souvient de plus. Alors qu'il est sur le point d'être coincé une nouvelle fois dans la Speed Force, Barry va se remémorer les aventures vécues avec son ancien sidekick et va le sauver in extremis. Les deux speedsters vont alors décider de découvrir qui est à l'origine de la modification de l'espace-temps. Depuis, Wally se fait toujours appeler The Flash et, avec un nouveau costume, évolue avec les Titans qui se sont eux aussi rappelés de son existence.
Précédemment, DC avait introduit une autre version de Wally West dans The Flash Annual #3 (avril 2014). D'abord présenté comme une réinvention du personnage, il a ensuite été annoncé après les évènements du DC Universe: Rebirth qu'il s'agissait d'un autre personnage mais portant malgré tout le même nom. Toujours imaginé comme le neveu d'Iris, ce Wally est métisse et est d'abord présenté comme un délinquant juvénile n'appréciant guère The Flash. Son appréciation sur le héros va évoluer et Wally finira par acquérir ses pouvoirs à son tour, devenant lui aussi Kid Flash. Après Rebirth, le personnage va rejoindre la nouvelle formation des Teen Titans. Un futur possible du personnage était également apparu dans Flash: Futures Ends (septembre 2014) où Wally acquérait ses pouvoirs d'une façon différente, en assistant à la mort possible de Barry Allen. Cette version de Wally devient automatiquement Flash et aborde un costume argenté, noir et rouge.

## Description

### Pouvoirs
Le pouvoir principal de Wally est sa vitesse qui a varié au fil des ans. En tant que Kid Flash, il pouvait approcher la vitesse de la lumière alors qu'au début de sa carrière en tant que Flash, il était limité à une vitesse de 700 mph (1 120 km/h). Ce n'est qu'après avoir découvert la Speed Force que Wally atteindra des vitesses inimaginables. Cette même vitesse lui permet aussi de voyager dans le temps comme on peut le voir dans Flash #150, ou il est revenu sur les événements de Crise sur des Terres Infinies.
En tant que Kid Flash, Wally pouvait contrôler les vibrations moléculaires à un tel degré qu'il était capable de traverser des objets solides. Il pouvait aussi voyager à travers les dimensions. Il perd cette capacité quand il devient Flash, et retrouve ses pouvoirs bien plus tard.
Autres applications de la super-vitesse :
- Capacité de courir sur de larges distances d'eau. Le fait de courir extrêmement vite ne brise pas la tension superficielle de l'eau.
- Peut défier la gravité en courant sur des surfaces verticales.
- Création de vortex en agitant les bras en cercles.
- Possibilité de « voler » la vitesse des autres, ou bien d'en faire profiter à une personne ou un objet déjà en mouvement.

Comme la plupart des bolides, Wally possède une « aura » qui le protège (et tout ce qu'il touche) de la chaleur et de la friction de l'air.

### Costumes
Au début de sa carrière en tant que Flash, Wally porte le costume de Barry Allen. Il le modifie quelque peu pour le faire ressembler à deux éclairs entrecroisés et enleva les ailes des chaussures.

## Univers

### Alliés et amis
Le père de Wally, Rudolph West, est mort lors d'une explosion à Cuba.
Bien que souvent en désaccord avec Batman, Wally a tout de même pu établir une relation de respect mutuel avec ce dernier.
Tout comme ses prédécesseurs, West est proche de Green Lantern (Kyle Rayner). Wally est aussi très proche de Hal Jordan, ce dernier ayant toujours protégé Wally, même en tant que Spectre. Son meilleur ami est sans doute Dick Grayson, tous les deux ayant fait partie des Teen Titans. En effet, celui-ci a même été le témoin de Wally a son mariage.

### Ennemis
La plupart des ennemis de son oncle sont toujours en activité, sauf Captain Boomerang, tué par Jack Drake lors d'Identity Crisis, et Mirror Master, tué pendant Crisis on Infinite Earths par Krona.
Toutefois, il y a parmi ses nouveaux ennemis :
- Blacksmith - contrôle le réseau Internet et peut fusionner le métal et la chair.
- Cicada - Gourou immortel.
- Double Down - Agit télékinésiquement sur un jeu de cartes maudit.
- Girder - Superforce.
- Magenta - Pouvoirs basés sur le contrôle du magnétisme.
- Mirror Master III (Evan McCulloch) - Utilise l'équipement du Mirror Master des origines.
- Murmur - Un serial killer qui a développé un virus à partir de son propre sang.
- Peek-a-Boo - Une métahumaine ayant la faculté de se téléporter.
- Plunder - Un chasseur de primes venu d'une Terre alternative.
- Zoom - Vit dans un monde dont la ligne de temps est différente de la Terre. Cela lui donne une impression de vitesse.

## Apparitions dans d'autres médias

### Télévision

#### Séries d'animation
- Superman, l'Ange de Metropolis (Superman, Alan Burnett, Paul Dini, Bruce Timm, 1996-2000) avec Charlie Schlatter (VF : Bernard Métraux)
- La Ligue des justiciers (Justice League puis Justice League Unlimited, 91 épisodes, Paul Dini, Bruce Timm, 2001-2006) avec Michael Rosenbaum (VF : David Kruger)
- Static Choc (2 épisodes en 2003)
- Teen Titans : Les Jeunes Titans (Teen Titans, 65 épisodes, Sam Register, Glen Murakami, 2003-2006) avec Michael Rosenbaum (VF : Hervé Rey)
- Batman : L'Alliance des héros (Batman: The Brave and the Bold, James Tucker, 2008-2011) avec Hunter Parrish (VF : Donald Reignoux)
- La Ligue des Justiciers : Nouvelle Génération (Young Justice, Greg Weisman, Brandon Vietti, 2010-) avec Jason Spisak (VF : Yoann Sover) *" Flash : série us"

#### Prises de vue réelles
En 2015, le personnage apparait à partir de la saison 2 de The Flash. Il est interprété par Keiynan Lonsdale et est, à l'instar de son homologue du Nouveau 52, afro-américain. Contrairement aux comics, il est ici le frère de Iris West et non son neveu. Il apparaît aussi dans Supergirl et dans DC : Legends of Tomorrow.

### Jeux vidéo
- 2006 : Justice League Heroes
- 2011 : Dc Universe Online
- 2013 : Young Justice: Legacy